# Obesidad mórbida

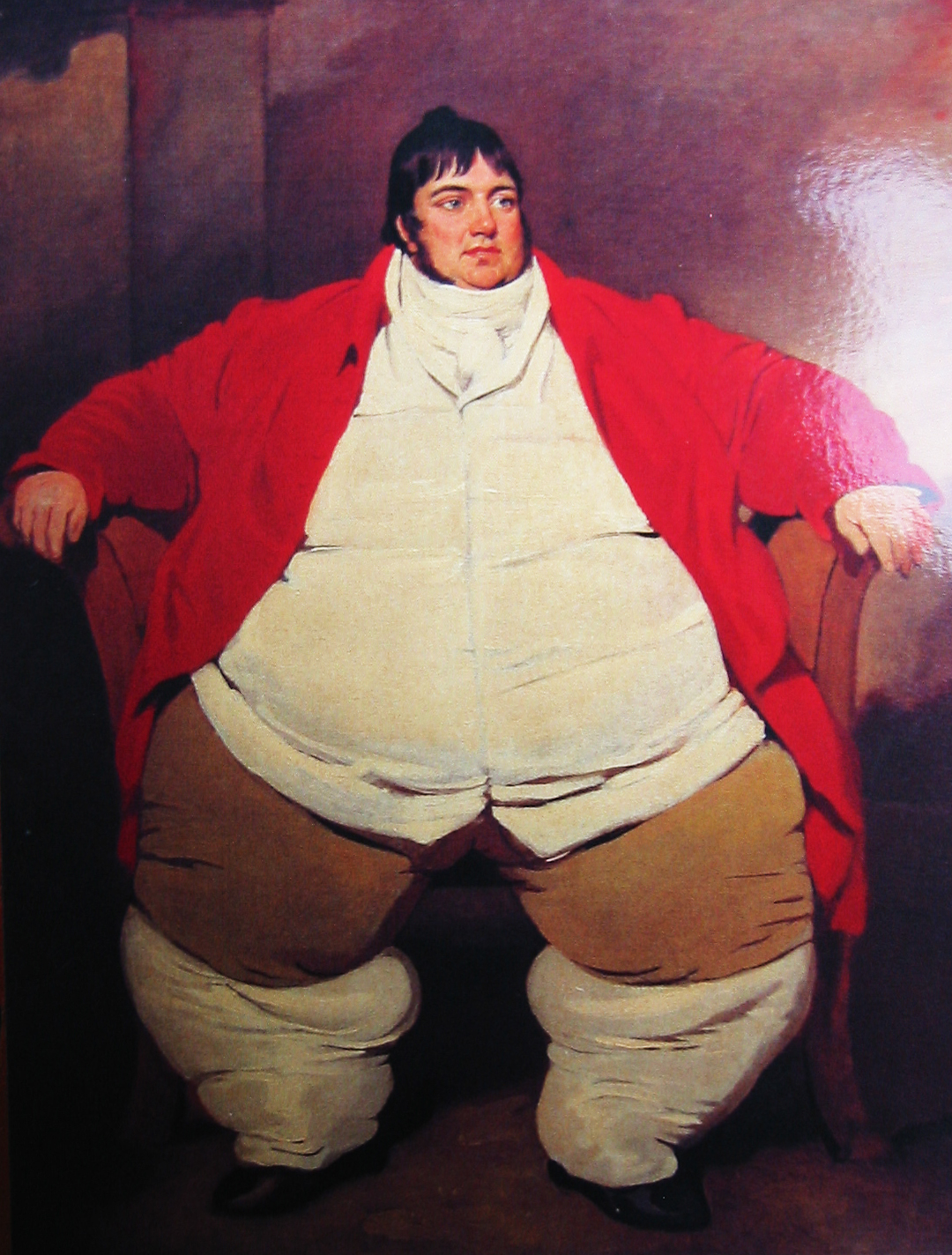
Retrato de Daniel Lambert, quien, al morir, pesaba 335 kg. Típica imagen de un paciente con obesidad mórbida.

Obesidad mórbida, obesidad grave u obesidad clase III son las expresiones para designar la obesidad caracterizada por un IMC (índice de masa corporal) de 40 o mayor, o de un IMC de 35 o mayor ante la presencia de al menos una u otra enfermedad significativa o discapacidad grave y minusvalía a causa del exceso de peso.
La obesidad mórbida, además de disminuir la expectativa de vida, causa discapacidad y problemas de exclusión social. Por sus efectos a nivel colectivo es un problema de salud pública en muchos países y que se ha ido incrementando como efecto de los cambios en las costumbres sociales y alimentarias.

## Diagnóstico
La obesidad es un síndrome que se caracteriza por el aumento de la masa corporal al punto que constituye un riesgo para la salud. Es un problema de etiopatogenia compleja y multifactorial, incluyendo un componente genético, aspectos metabólicos, psicológicos y sociales. Su prevalencia en el mundo ha aumentado progresivamente hasta constituir un problema de salud pública (1).
El diagnóstico es simple: consiste en relacionar el peso con la estatura del sujeto. En la actualidad, se utiliza el índice de masa corporal (IMC), que se calcula dividiendo el peso (en kg) por la talla (en metros al cuadrado). A esta relación simple se le puede agregar para mayor precisión medición de pliegues cutáneos, y otras determinaciones como la bioimpedanciometría entre otros. Utilizado el IMC, se considera normal un valor de 18.5 a 24.9 kg/m². Un valor entre 25 a 29.9 se considera actualmente como pre-obesidad; obesidad clase I cuando el IMC va de 30 a 34.9; clase II entre 35 y 39.9, y clase III u obesidad mórbida si el IMC supera los 40. Sujetos que tienen un IMC de 50 o más son considerados como «mega» obesos o «súper» obesos.

## Causas más habituales
Dentro de la múltiple etiología de la obesidad, para su variante grave, se considera que una de las causas comunes que lleva a un individuo a esta condición es el consumo exagerado y excesivo de calorías, normalmente en alimentos de alta densidad calórica como los que componen la llamada comida rápida.
El sedentarismo o falta de actividad física también es uno de los factores importantes para llegar a la obesidad mórbida. Los trastornos hormonales y particularmente asociados a la tiroides también pueden provocar esta condición.
El síndrome de Prader-Willi puede conducir a esta condición en ausencia de diagnóstico, o sin un adecuado programa de dieta y ejercicio, al igual que el síndrome de Cushing.
Los TCA también pueden estar involucrados en el origen de la obesidad.

## Tratamiento
Habitualmente este trastorno se trata con dieta baja en calorías y un programa de ejercicios. Para el paciente este tratamiento es muy difícil, por lo que siempre se necesita todo el apoyo de su familia.
Cabe mencionar que una pérdida saludable de peso, no debería superar los 0.5 kg por semana, debido a la restricción en carbohidratos, que podría provocar hipoglucemia con síntomas como sudor frío, visión borrosa, dolor de cabeza, hambre, somnolencia e irritabilidad.
En casos extremos se recurre a la cirugía bariátrica, es decir procedimientos quirúrgicos para disminuir el peso corporal.

## Efectos familiares y sociales
Las personas que padecen obesidad mórbida, por la disfunción resultante de su exceso de peso, como puedan ser las dificultades de movilidad, pueden verse limitadas en sus actividades diarias, roles familiares y ser objeto de discriminación o de estigma social. Esta enfermedad lleva a quienes la padecen a vivir una especie de encierro en su propio cuerpo, pues mientras más kilos acumulan, menos pueden desplazarse, respirar, y hacer una vida normal.

## Personas famosas por su obesidad
- Carol Yager: mujer estadounidense residente en Beecher, Míchigan, quien murió a los 34 años con un peso estimado de 544 kg, pero que en algún momento llegó a pesar 727 kg, con lo cual sería la mujer y la persona más obesa de la historia.
- Jon Brower Minnoch: ciudadano estadounidense a quien se considera el hombre más obeso que se tenga noticia en la historia, pues se estima que llegó a pesar cerca de los 635 kg. Murió a la edad de 42 años, con un peso de 362 kg, y un IMC de 105,3.
- Daniel Lambert: inglés que vivió entre finales del siglo XVIII y principios del siglo XIX y que murió a los 39 años pesando 335 kg.
- Manuel Uribe Garza: (Monterrey, 11 de junio de 1965- 26 de mayo de 2014[10]) mexicano que en el libro Guinness de los récords (2007) fue considerado el hombre más obeso del mundo, con 560 kg de peso.
- José Luis Garza: mexicano que falleció en 2008 a los 47 años, con un peso de 450 kg.
- Walter Hudson: ciudadano estadounidense de Brooklyn, Nueva York, quien falleció a los 47 años, pesando 510 kg.
- Rosalie Bradford: ciudadana estadounidense que llegó a pesar 544 kg, con un IMC de 193,6, y es famosa por tener el récord en pérdida de peso, con un total de 416 kg perdidos en el transcurso de varios años de lucha contra su obesidad. Murió a los 63 años, pesando menos de 300 kg.
- Israel Kamakawiwoʻole: destacado músico estadounidense de Honolulú, en el estado de Hawái, quien llegó a pesar más de 350 kg. Murió a los 38 años.
- Big Pun: Rapero americano de ascendencia puertorriqueña, quien pesaba unos 317 kg el día de su muerte, muriendo a sus 28 años.